# John Northcott
Sir John Northcott (Creswick, 24 marzo 1890 – Wahroonga, 4 agosto 1966) è stato un generale australiano.

## Biografia
Era il figlio maggiore di un magazziniere, John Northcott, e di sua moglie, Elizabeth Jane Reynolds. Frequentò la Dean State School, il Grenville College, il Ballarat e l'Università di Melbourne.

## Carriera
Intraprese la carriera militare come sottotenente nel 9° Light Horse, il 14 agosto 1908, e fu promosso a tenente il 31 ottobre 1910 e a capitano il 31 luglio 1911. Il 16 novembre 1912, gli venne concessa una commissione come tenente nel personale amministrativo e didattico delle forze regolari, allora conosciuta come le Permanent Military Forces (PMF), mantenendo il grado di capitano onorario fino a quando fu promosso a tale rango il 1º giugno 1918.

### Prima guerra mondiale
Northcott fu assegnato al 6º distretto militare, che copriva lo stato della Tasmania, dove si trovava quando scoppiò la prima guerra mondiale, nel mese di agosto 1914. Il 24 agosto 1914 è stato nominato aiutante di campo del 12º Battaglione di fanteria, che si stava formando ad Anglesea Barracks vicino a Hobart. Fu promosso capitano il 18 ottobre 1914.
Northcott si imbarcò per l'Egitto da Hobart, con il 12º Battaglione di fanteria, il 20 ottobre 1914. La sua esperienza su campo di battaglia fu breve, giacché venne ferito al petto da un proiettile turco. Giacque tra un mucchio di cadaveri fino alla sera, quando venne ritrovato ancora vivo. Fu trasportato ad Alessandria e poi in Inghilterra. Durante la convalescenza, è stato raggiunto dalla sua fidanzata, Winifred Mary Paton, che aveva viaggiato in Inghilterra per stare con lui. I due si sposarono nella chiesa parrocchiale di Oxted il 14 settembre 1915. Tornò in Australia il 30 dicembre 1915 e non prese più parte ai combattimenti. Il 30 settembre 1916 venne trasferito al 5º distretto militare, il distretto militare che copriva lo stato dell'Australia occidentale.

### Tra le due guerre
Northcott venne promosso al grado di maggiore il 1º ottobre 1923. Frequentò lo Staff College (1924-1926). Al ritorno in Australia, Northcott entrò nell'esercito e in seguito divenne direttore nel quartier generale dell'esercito alla caserma Victoria di Melbourne. Si occupò del coordinamento del trasporto della visita reale del duca e della duchessa di York (poi Giorgio VI e la regina Elisabetta).
Northcott prestò servizio nella 4ª divisione (17 settembre 1931-31 gennaio 1932) e poi nella 3ª divisione (1º febbraio-22 novembre 1932). Ritornò in Inghilterra come un ufficiale di collegamento con l'esercito britannico, nella 44ª divisione di fanteria. Frequentò l'Imperial Defence College nel 1935. Era uno dei sei ufficiali dell'esercito australiano a partecipare a questo prestigioso corso tra il 1928 e il 1939, gli altri era John Lavarack, Henry Wynter, Vernon Sturdee, Sydney Rowell, William Bridgeford e anche Frederick Shedden. Il 1º gennaio 1936 venne promosso a tenente colonnello.
Il 13 ottobre 1939 venne promosso a colonnello. Fece parte dell'organico della 4ª divisione fino al 1º settembre 1939, quando divenne direttore delle operazioni militari e d'intelligence.

### Seconda guerra mondiale
Northcott fu promosso al rango di maggiore generale il 13 ottobre 1939, quando fu nominato vice capo di Stato Maggiore. Il 26 gennaio 1940, Northcott divenne vice capo di Stato Maggiore a seguito della morte del tenente generale Ernest Ker Squires. Nel mese di agosto, il suo successore, il generale Sir Brudenell White, morì in un incidente aereo e il tenente generale Vernon Sturdee divenne il suo successore. Quando il comandante della 9ª divisione, il generale Henry Wynter si ammalò, nel gennaio 1941, il tenente generale Sir Thomas Blamey chiese a Northcott di sostituirlo, ma Northcott era impegnato nell'organizzazione della 1ª divisione corazzata.
Northcott aderì alla Second Australian Imperial Force come generale Maggiore il 1º settembre 1941. Egli fu assegnato alla 7ª divisione corazzata in Medio Oriente. Tuttavia, il 10 settembre 1942, fu nominato capo di stato maggiore generale.
Alla fine della seconda guerra mondiale, venne nominato comandante in Capo della British Commonwealth Occupation Force (BCOF) in Giappone.

## Governatore del Nuovo Galles del Sud
Il 1º agosto 1946, Northcott divenne il primo Governatore del Nuovo Galles del Sud di origine australiana. Come tale, diede patrocinio e sostegno a numerose organizzazioni caritative e ai giovani, alla chiesa e gruppi di cittadini.
Si ritirò nel luglio 1957. Nell'aprile 1964, Northcott e Forde rappresentarono l'Australia al funerale del generale MacArthur a Washington.

## Morte
Sir John morì il 4 agosto 1966 a casa sua a Wahroonga. Gli venne concesso un funerale di Stato con gli onori militari ed è stato cremato.